# Kostel svatého Vavřince (Olešnice)
Kostel svatého Vavřince je římskokatolický chrám v Olešnici v okrese Blansko. Jde o farní kostel farnosti Olešnice na Moravě. Je chráněn jako kulturní památka České republiky.
Původní dřevěný kostel, vybudovaný v roce 1391, byl v roce 1424 vypálen husity. Nový kamenný gotický kostel byl postaven v roce 1426. Ten však byl zničen požárem roku 1827. Dnešní kostel zde stojí od roku 1839. Věž je původně brána středověkého opevnění kostela (ve dvou spodních úrovních, pod omítkou dochován gotický lomený oblouk vjezdu). Zvýšena a upravena byla roku 1882. 